# Mauritius ai Giochi della XXIII Olimpiade
Mauritius partecipò ai Giochi della XXIII Olimpiade, svoltisi a Los Angeles, negli Stati Uniti d'America, dal 28 luglio al 12 agosto 1984, con una delegazione di 4 atleti impegnati in una disciplina.